# République bouillonnaise
Pour les articles homonymes, voir Bouillon.
1794–1795
Entités précédentes :
- Duché de Bouillon

Entités suivantes :
- France (départements des Ardennes, des Forêts et de l'Ourthe)

La République bouillonnaise ou république de Bouillon, est un État éphémère créé à la suite du duché de Bouillon autour de la ville, aux confins de la France et des Pays-Bas autrichiens (actuelle Belgique), d’avril 1794 à octobre 1795. Elle comptait 12 000 habitants en 1790.

## Sous influence de la Révolution française
Godefroy III (1728-1792), duc de Bouillon et prince de Turenne, favorable à la Révolution française, engage son État dans les voies de la réforme par un édit du 24 février 1790 et soutient l'Assemblée générale (Parlement) quand celle-ci abolit les droits seigneuriaux et féodaux en mai 1790. 
Par la constitution du 23 mars 1792, le duché de Bouillon (230 km2) affirme son statut de monarchie constitutionnelle. Mais le territoire est occupé par les troupes françaises de la garnison de Sedan le 16 novembre suivant. Le duc Jacques-Léopold de La Tour d'Auvergne, qui succède à son père en décembre 1792, vit au château de Navarre, près d'Évreux ; les derniers ducs de Bouillon n'ont jamais résidé dans leur duché. Il est arrêté et emprisonné en France sous la Terreur le 7 février 1794 ; il sera libéré ultérieurement. Comme son père, il est citoyen français bien que monarque d'un État souverain. À Bouillon, quelques révolutionnaires français venus de Sedan tentent de proclamer la déchéance du duc.

## Proclamation de la République
Constatant qu'il n'y a temporairement plus de contact possible avec son souverain, l'Assemblée générale convoque une Assemblée extraordinaire des représentants du peuple bouillonnais. Celle-ci aurait proclamé par un décret la République bouillonnaise le 24 avril 1794. Plusieurs sources[réf. nécessaire] estiment toutefois que l'Assemblée générale n’a jamais proclamé la fin de la monarchie ducale, mais seulement réaffirmé l'« essence démocratique et populaire » de l'État et le transfert de l'autorité exécutive à un conseil ad hoc. La monarchie ducale n’aurait pas réellement pris fin. Les documents officiels ultérieurs ne font plus mention du duc, en raison de son emprisonnement.
Le territoire est occupé par un bataillon de la 32e demi-brigade d’infanterie de ligne, renforcé de hussards et d’artillerie, le 7 février, qui s’établit dans un camp dirigé par le général Marchand. Le 19 mai, au combat des longs champs, le général autrichien Beaulieu à la tête d’un corps de 4 000 hommes attaque par surprise et chasse les 2 000 hommes du général Marchand (dont 1 200 gardes nationaux). Le général Marchand a juste le temps de sauter dans une berline pour gagner Sedan.
Le château n’est pas occupé, et les délégués de la ville demandent protection à la France.
Le territoire est annexé le 26 octobre 1795 (4 brumaire an IV) et intégré dans les départements des Forêts, des Ardennes et de l'Ourthe, non sans que l'Assemblée générale émette publiquement son désaccord envers cette décision. 
L’ancien duc meurt en 1802 en tant que « citoyen Léopold La Tour d'Auvergne ».

## Suites
Après la fin de l'occupation française, en avril 1814, le territoire de l’ancien duché de Bouillon est occupé par les puissances alliées, le duché est brièvement restauré avec à sa tête un amiral britannique (de Jersey), Philippe d'Auvergne, cousin des La Tour d'Auvergne, que le duc Godefroy avait adopté et dont il avait été convenu avec l'Assemblée générale qu'il succèderait à Jacques-Léopold s'il n'avait pas d'héritier. Toutefois, au Congrès de Vienne, un cousin de Godefroy, Charles-Alain-Gabriel de Rohan-Guéméné, général-major de l'armée autrichienne et ressortissant autrichien depuis 1808, conteste la validité de cette succession et revendique le trône de Bouillon.
Après quelques mois d'incertitude, l'article 69 de l'Acte final du Congrès de Vienne consacre le 9 juin 1815 l'intégration du duché de Bouillon au Grand-Duché de Luxembourg, et donc aux Pays-Bas, dont le roi est grand-duc du Luxembourg.
La question de l'indemnisation des ayants droit et autres prétendants à la succession ducale ne fut pas toutefois réglée avec ce rattachement au Luxembourg, et devint un sujet de contentieux juridique pendant plus d'une décennie.
Bouillon se soulève dès le 30 octobre 1830, et la garnison du château donne sa reddition. Bouillon, comme le Grand-duché de Luxembourg (qui correspondait environ aux actuels deux Luxembourg) fait alors partie de la Belgique qui s'est, de facto et à l'exception de quelques place-fortes, détachée du Royaume des Pays-Bas. 
Le Traité des XXIV articles, signé le 15 novembre 1831, mais ratifié seulement en 1839 par toutes les parties, reconnait, de jure, l'indépendance de la Belgique y compris la partie occidentale de l'ancien Grand-duché de Luxembourg, l'actuelle Province de Luxembourg, dont fait partie Bouillon.

### Sources sur le web
- (en) François Velde, « The Duchy of Bouillon », sur le site www.heraldica.org, 2005.